# دنیس بانتیچ
دنیس بانتیچ (انگلیسی: Denis Buntić؛ زادهٔ ۱۳ نوامبر ۱۹۸۲) بازیکن هندبال اهل کرواسی است.